# Saint-Éman
Saint-Éman település Franciaországban, Eure-et-Loir megyében. Lakosainak száma 94 fő (2022. január 1.). Saint-Éman Nonvilliers-Grandhoux községgel határos.

## Népesség
A település népessége az elmúlt években az alábbi módon változott:
| Lakosok száma | 47   | 92   | 126  | 120  | 111  | 110  | 108  | 107  | 103  | 94   |
|               | 1968 | 1982 | 1990 | 2006 | 2013 | 2015 | 2017 | 2019 | 2020 | 2022 |